# Anketa
Anketa (z franc. enquête [ankét], průzkum, šetření) je průzkum názorů. Informace získané anketou nelze zobecnit (neodrážejí charakteristiku celé populace).

## Široké pojetí
Jakékoli dotazování (jakýkoli způsob sběru informací) standardizovanými technikami. Většinou se při něm využívá anketní dotazník. Široké pojetí je blízké tomu, jak chápe anketu veřejnost.

## Užší pojetí
Pro anketu v užším pojetí je charakteristická minimální kontrola výběru dotazovaných a minimální kontrola procesu vyplňování anketního dotazníku. V užším pojetí je anketa spojena:
- s akcí některého ze sdělovacích prostředků (novin, časopisu, rozhlasu, televize, na webových stránkách);
- s tzv. samovýběrem (do ankety není respondent zařazen; je na jeho vůli, zda se zařadí);
- s jednoduchými otázkami, kterých zpravidla není mnoho.[1]

## Možnosti a omezení
Anketa většinou užívá uzavřené otázky, protože umožňují snadnou orientaci v problému a rychlou odpověď. Pokud jsou v anketě užívány otevřené otázky, může význam ankety spočívat v zajímavosti odpovědí.
Tvůrci ankety rozšíří dotazník například na internetu, v tištěných periodikách nebo na letácích k volnému rozebrání a potenciálnímu respondentovi ponechají na vůli, zda se zúčastní, nebo ne. „Dochází k samovýběru, který není řízen podle záměrů výzkumu.“  Někdy nelze zabránit, aby respondent odpovídal vícekrát nebo jinak manipuloval výstupy ankety. Někdy je problémem anket příliš malý počet získaných odpovědí, což platí zejména pro situace, kdy se novinář zeptá několika lidí náhodně přítomných okolo. Výsledky ankety tedy nelze považovat za reprezentativní a bez dalšího rozšířit na celou populaci (nelze je zobecnit).
Význam ankety může být zejména v zajímavosti odpovědí, které jsou proto obvykle zveřejňovány v plném znění a umožňují kvalitativní zkoumání. Výsledky však nejsou reprezentativní a kvantitativní zpracování by bylo značně problematické. Výsledky ankety nelze zobecnit, neboť výběr respondentů není reprezentativní – respondenty jsou např. odborníci či jiné osobnosti (např. mediálně známé osobnosti), které autor ankety sám vybral, nebo lidé, kteří se sami přihlásili, resp. zúčastnili ankety (v novinách, časopisu, na internetu, např. na bloggu), nebo lidé, kteří se vyskytli na určitém místě, kde jim redaktor položil anketní otázky nebo kde dostali tištěný dotazník (kulturní akce, např. výstava; veletrh a jiné akce). Anketa vyjadřuje názory pouze těchto dotázaných. 
Naproti tomu odborně prováděné průzkumy mínění veřejnosti nebo přesně vymezené skupiny lze kvantitativně (statisticky) zpracovávat a zobecňovat. Vyžadují však výrazně větší počet respondentů (stovky až tisíce) nebo pečlivý výběr respondentů (např. z hlediska věku, pohlaví, vzdělání, postavení aj.).
Anketu lze použít při výzkumu politických postojů, ale nikoli při zkoumání společenských otázek zásadního politického významu.

## Čtenářské a divácké ankety
Rozličné ankety zveřejňují různá populární média. Mezi nejznámější čtenářské ankety časopisu Mladý svět kdysi patřil např. Zlatý slavík (dnes anketa Český slavík), diváckými anketami byly cena Týtý nebo ANNO TV Nova. Mezi známé novinářské ankety patří i Sportovec roku (Atlet roku, Zlatá hokejka, Zlatý míč České republiky, Král bílé stopy, Zlatý kanár, Král cyklistiky atd.)